# Stenochroma gahani
Stenochroma gahani là một loài bọ cánh cứng trong họ Cerambycidae.